# Haus für Mozart

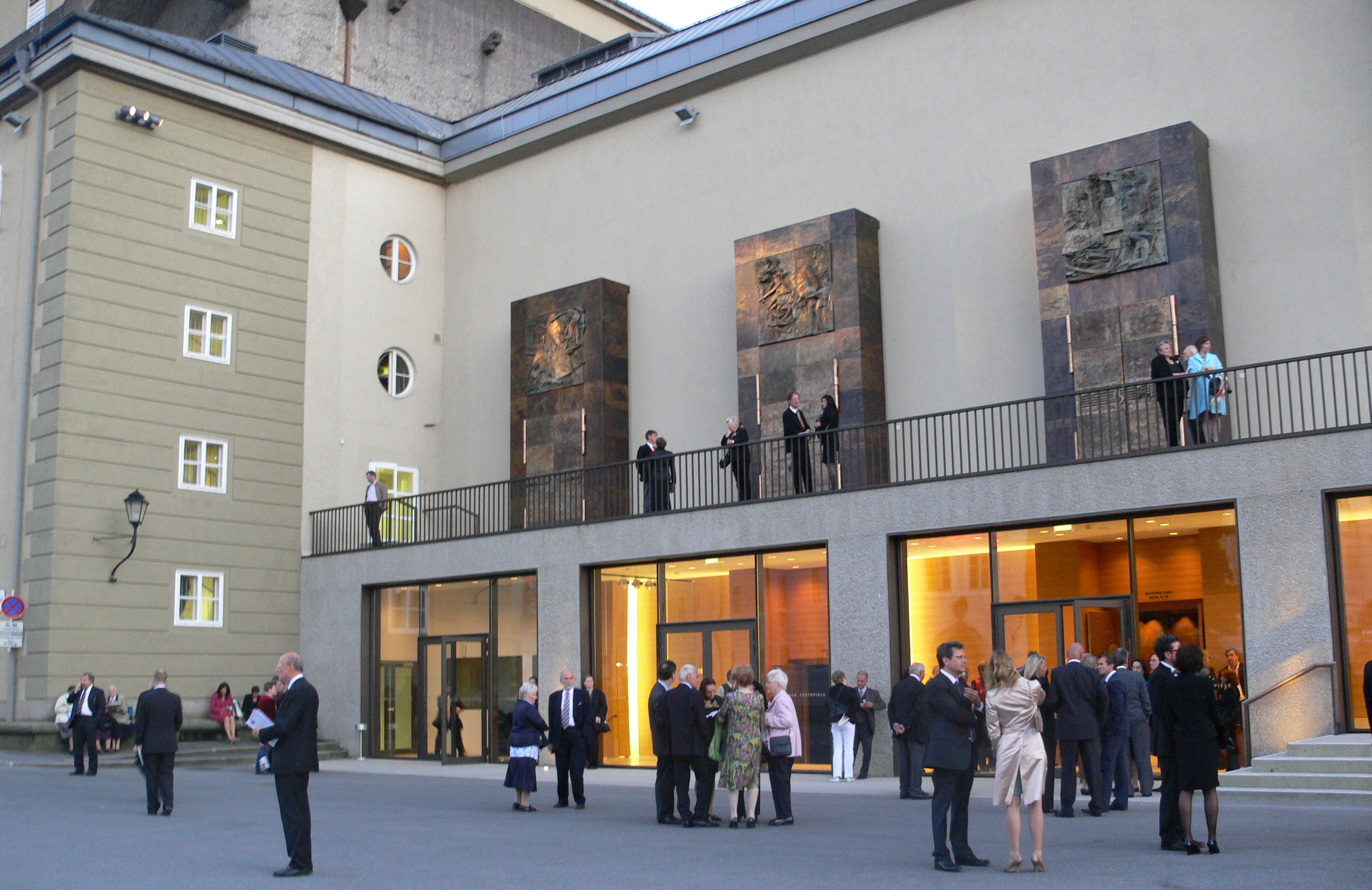
Haus für Mozart

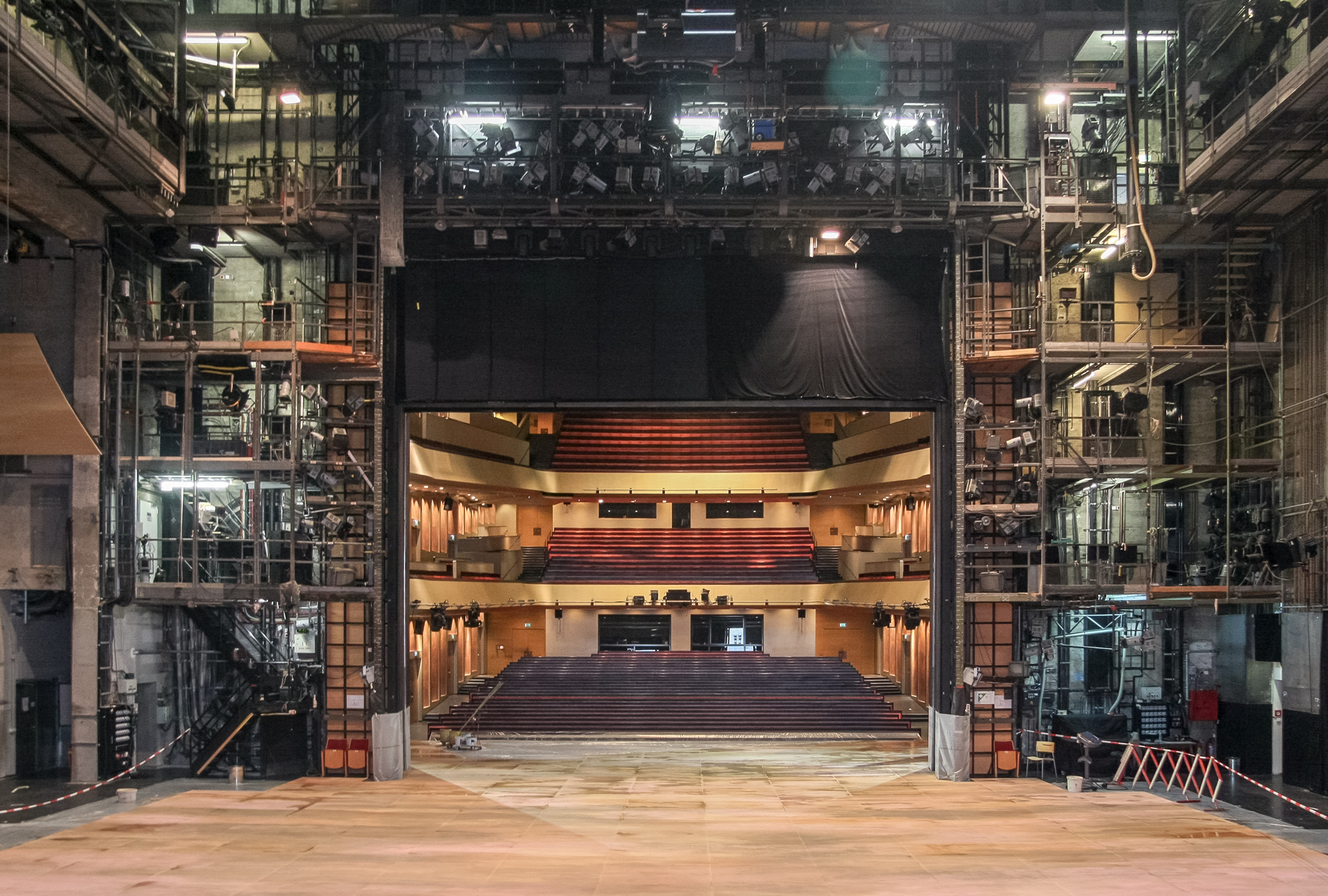
Vista del escenario

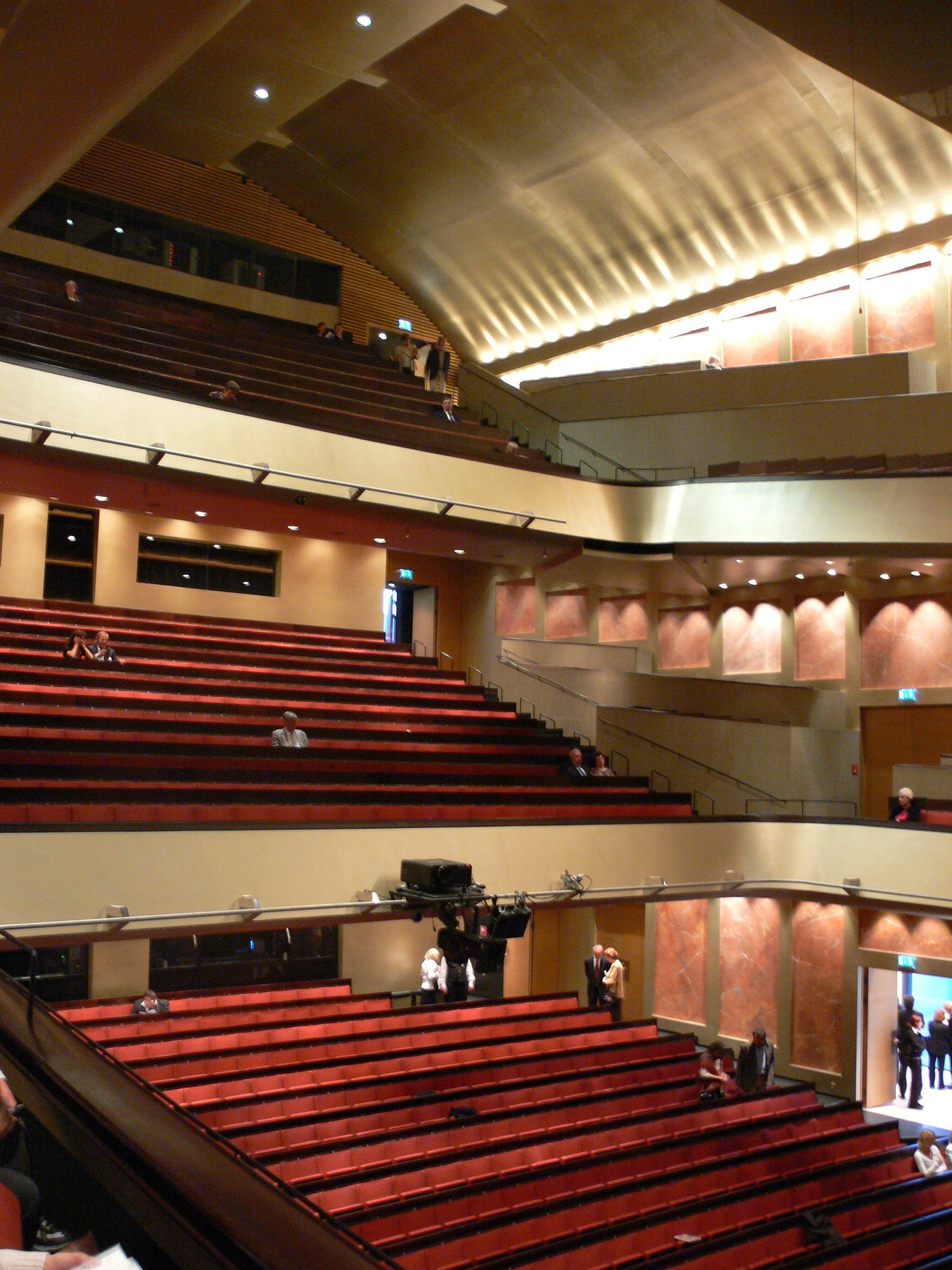
Vista del auditorio

El Haus für Mozart (literalmente, 'Casa para Mozart') es un teatro de ópera  en Salzburgo (Austria). En su forma actual, es un moderno teatro resultado de la remodelación del Festspielhaus (Casa de los Festivales) original, que, a partir de 1960 fue conocido también como Kleines Festspielhaus. Es uno de los espacios escénicos habituales del Festival de Salzburgo, junto con el Großes Festspielhaus y la Felsenreitschule.

## Historia
En los inicios del Festival de Salzburgo, una vez se decidió construir un teatro que sirviera como sede de las representaciones operísticas, se desechó el proyecto de construcción en los jardines del Palacio de Hellbrunn, en favor de la idea de transformar alguno de los edificios del complejo de las caballerizas de la corte de los Príncipes-Arzobispos de Salzburgo, más cercanos al centro de la ciudad. Se puso en funcionamiento un teatro provisional para el festival de 1925 en la Escuela de Equitación de Invierno. El arquitecto austriaco Clemens Holzmeister puso en marcha un proyecto de construcción de un teatro estable que presentó su primera ópera (Fidelio, dirigida por Franz Schalk) en el festival de 1927. El edificio sufrió constantes remodelaciones en los años sucesivos, siendo la más importante la de 1937, en la que se giró completamente la estructura del edificio, y se construyó una nueva torre escénica. En 1939 se produjo una intensa remodelación del auditorio, dirigida por Benno von Arent, que adaptó la decoración a los gustos de los nuevos dirigentes austriacos, tras la anexión por parte del III Reich alemán. Como consecuencia, se eliminaron los frescos originales del foyer, pintados por Anton Faistauer.
Tras esta última remodelación, la visibilidad y la acústica de la sala quedaron gravemente afectadas. Tras la inauguración del anexo Großes Festspielhaus, los arquitectos Erich Engels y Hans Hofmann llevaron a cabo una nueva reconversión en los años 1962/63, tras la que el teatro se comenzó a conocer como Kleines Festspielhaus.
Entre los años 2003 y 2006, el teatro sufrió una nueva reconversión, que pretendió transformarlo en un nuevo espacio escénico especialmente pensado para la representación de las óperas de Mozart, con excelente acústica y buena visibilidad desde todos los ángulos de la sala, según un proyecto de los arquitectos Wilhelm Holzbauer y François Valentiny. La sala se ensanchó, y se redujo su altura y su profundidad, acercando todas las localidades al escenario. Los espacios exteriores también se remodelaron, abriendo grandes ventanales a la calle y habilitando la terraza superior como espacio para el público. Se ha añadido un nuevo foyer en el que se han recuperado y restaurado los frescos de Faistauer que fueron eliminados en 1939. También forma parte de los actuales espacios de descanso para el público la antigua Escuela de Equitación de Invierno, conocida ahora como Karl-Böhm-Saal. Exteriormente, el nuevo acceso se integra con la fachada del vecino Großes Festspielhaus, y está compartido con la entrada de la Felsenreitschule.
En su estado actual, la Haus für Mozart dispone de 1.580 plazas (1.495 butacas y 85 plazas de pie). Su inauguración se produjo el 26 de julio de 2006 (año de la celebración del 250 aniversario de Mozart), con la representación de Le nozze di Figaro dirigida por Nikolaus Harnoncourt a la Filarmónica de Viena.